# Tlaleng Mofokeng
Tlaleng Mofokeng   (QwaQwa, dècada del 1980), també coneguda com a Dr. T, és una metgessa, conferenciant, escriptora i activista sud-africana pels drets de les dones i els drets de salut sexual i reproductiva. És membre de la Comissió per a la Igualtat de Gènere del Govern de Sud-àfrica.

## Trajectòria professional
Tlaleng Mofokeng va néixer i es va criar a QwaQwa, a la província de l'Estat Lliure de Sud-àfrica (l'antic Bantustan a l'era de l'apartheid, ara conegut com a Phuthaditjhaba. El primer idioma que va aprendre va ser el llenguatge de signes anglès, ja que la seva mare era mestra en una escola per a nens sords. Mofokeng va ser la primera persona negra i la primera nena que va obtenir l'abric d'honor que la seva escola lliurava a estudiants excepcionals. Ho va aconseguir durant dos anys seguits.
Després de completar els estudis a l'Acadèmia St. Dominic, Mofokeng va rebre un certificat en Teràpia de Bellesa i Somatologia. El 2007, es va graduar en Medicina i Cirurgia a l'Escola de Medicina Nelson Mandela de la Universitat de KwaZulu-Natal, a Sud-àfrica.
Després de graduar-se, va treballar durant 3 anys al Departament de Salut de Gauteng, i després es va unir al departament de pediatria a l'Hospital Acadèmic Charlotte Maxeke a Johannesburg. Durant més de 13 anys de carrera, Mofokeng ha exercit la medicina, principalment a l'àrea de la salut sexual i reproductiva dels adolescents.
Mofokeng va tenir la primera inclinació real a treballar en el camp de la salut sexual i reproductiva durant el seu any de servei comunitari, mentre treballava a les clíniques de West Rand a Johannesburg. Molts pacients, generalment dones joves, la van consultar per raons mèdiques i van acabar compartint-hi qüestions de la seva salut sexual i problemes en les seves relacions. Fins i tot algunes pacients l'esperaven al pàrquing de l'hospital, per parlar-hi i fer-li preguntes.
Posteriorment, Mofokeng va esdevenir directora d'una clínica privada a Sandton, un suburbi de Johannesburg, on ofeia informació i tractaments sobre infeccions de transmissió sexual, anticonceptius i interrupció de l'embaràs.
Mofokeng també és membre de les juntes directives del Safe Abortion Action Fund, el Consell Assessor Global sobre Salut i Benestar Sexual i de l'Accountability International. També és presidenta del Soul City Institute. Té experiència en la formació de professionals sanitaris en matèria d'argumentació i defensa, i les àrees d'interès són la igualtat de gènere, la política, la salut materna i neonatal, l'accés universal a la salut, l'atenció després de la violència, la salut menstrual i la gestió del VIH/sida.
Va ser assessora del Comitè Tècnic de l'Estratègia Nacional de Salut Sexual i Reproductiva dels Adolescents i l'Estratègia d'Estructura de Drets a Sud-àfrica, mobilitzant amb èxit moviments que treballen amb temes de nens i adolescents, persones amb discapacitats, migrants i persones que hi viuen amb el VIH/sida.
Ha treballat com a primera intervinent en qüestions de violència de gènere i ha estat pèrit judicial, basant-se en la tasca de la Convenció sobre l'eliminació de totes les formes de discriminació contra la dona (CEDAW) per defensar els drets de les víctimes de maltractaments, amb interès per garantir l'accés a l'atenció posterior a la violència.
El 2014, va començar a compartir les seves idees i opinions a Twitter, cosa que va ser determinant perquè es convertís en una reconeguda activista, conferenciant i escriptora. A principis del 2021, la seva comunitat de seguidors a la citada xarxa social ascendia a 96.500.
El 2015, Mofokeng va liderar una denúncia i campanya contra el programa My Perfect Wedding amb la Comissió de Queixes de Radiodifusió de Sud-àfrica (BCCSA), després d'un episodi que mostrava la història d'una parella que es va conèixer quan la núvia tenia 14 anys i el nuvi 28.
El juny del 2017, va ser la líder del panell que va examinar els sistemes socials, polítics, econòmics i de salut a la 8a Conferència Sudafricana sobre la SIDA a Durban. El 2019, va ser nomenada membre de la Comissió per a la Igualtat de Gènere pel president de Sud-àfrica. El seu treball va promoure la igualtat de gènere al seu país, a través del sistema de drets humans de les Nacions Unides. Aquell mateix any, va ser una de les co-presentadores del programa d'entrevistes Show Me Love al canal d'entreteniment sud-africà Moja Love.
Durant la 44a sessió del Consell de Drets Humans de les Nacions Unides, el juliol de 2020, Mofokeng va ser nomenada Relatora Especial sobre el dret de tota persona a gaudir del més alt nivell possible de salut física i mental, convertint-se en la primera dona africana a ser nomenada per a aquest càrrec. Com a representant de l'ONU, el primer informe es va centrar en l'impacte que la pandèmia de COVID-19 ha tingut sobre els drets de salut sexual i reproductiva, ja que els confinaments, el tancament de clíniques i la manca de personal i material van afectar els serveis de planificació familiar.
Mofokeng també va tenir un programa de ràdio durant 4 anys i mig sobre salut reproductiva a l'emissora Kaya FM. També va escriure sobre temes de salut reproductiva en una columna del diari britànic Sunday Times.

## Reconeixements
- El 2016, la Fundació Bill i Melinda Gates la va nomenar unes de les «120 menors de 40 anys: La nova generació de líders en planificació familiar».[1][12][19] Aquest mateix any, també va ser inclosa a la llista dels 200 joves sud-africans del Mail and Guardian, a més de ser considerada com a jove influent de Sud-àfrica per Avance Media.[9][20]
- El 2017 va formar part de la llista dels 100 joves africans més influents als Africa Youth Awards.[11][21][22]
- El 2021, va ser nomenada una de les 100 Women BBC.[23]

## Obra
- Dr T: A guide to sexual health and pleasure (en anglès).  Pan Macmillan SA.[15]